# Blake Cashman
Blake Cashman (Eden Prairie, Minnesota, 10 de mayo de 1996) es un jugador profesional estadounidense de fútbol americano que se desempeña en la posición de linebacker en Minnesota Vikings, equipo de la National Football League (NFL).

## Carrera
Fue seleccionado en la quinta ronda en la Reunión Anual de Selección de Jugadores de la NFL de 2019. Hizo su debut profesional con el equipo New York Jets, en el cual jugó tres temporadas (2019-2022), luego pasó a Houston Texans, donde jugó dos temporadas, en 2024 pasó a Minnesota Vikings.